# Rhithrodytes agnus
Rhithrodytes agnus  (лат.) — вид жесткокрылых (жуков) из семейства плавунцов (Dytiscidae), эндемик Португалии. Включён в список исчезающих видов. Выделяют два подвида: R. a. argaensis и R. a. agnus.